# Domingo Germán
Domingo Germán es un cantautor del Paraguay.

## Historia
Nació en Asunción, el 12 de mayo de 1928, en el barrio Santa Rosa de Lima, al lado de Mburuvichá Róga, sobre la legendaria calle América, a tres cuadras de la avda Mcal López, "Para Tres", al costado de la capilla Santa Rosa de Lima, al fondo de su casa paterna quedaba la cancha de fútbol del popular club de aquellos años, Sport América, de alegre memoria, en este club también ejercitó su otra habilidad, la de jugador, fue muy bueno al punto que la hinchada rubronegra lo bautizó con el nombre de El Maestro.
Fueron sus padres; Vicenta Pulkeria Pérez Serrano, nacida en el pueblo de Escobar, IX departamento de Paraguarí; y Don Pedro Alberto Céspedes, oriundo de Villa del Rosario en el norte del país, fue el quinto hijo de ocho hijos que tuvo la pareja Céspedes Pérez.
Se inició muy joven en el mundo musical, debutó a los 16 años en la orquesta del maestro Del Pilar Alvarenga, lo hizo en el FonoPlatea del Cine-Teatro España, en Dos Bocas; cuenta la anécdota que en una de esas noches de presentación, fue a escucharlo cantar su padre, quien quedó muy impresionado y emocionado por la calidad vocal de su hijo, pero que no le sirvió a éste de escudo para soportar el castigo del padre que se dio inmediatamente al terminar la fiesta, porque el nuevo cantor no pidió el permiso paterno para dejar los estudios del colegio por el canto..."che cintareá, cine España guivé, óga peve, che rú" contaba el Maestro Domingo Germán, recordando con cariño aquel castigo paternal, que más bien parecía una bendición, según sus palabras.
Cantó y actuó en las mejores orquestas de aquellos años, con la del Arma de Caballería donde hizo su servicio militar, hasta 1947 en que fue exiliado a la Argentina, donde de paso escribió los versos de dos de sus más entrañables canciones: Tu Bendición a su madre Doña Vicenta, con música del Maestro Vicente Orrego y Rincón Lejano en recordación a su casa del Barrio Santa Rosa, con música del Maestro Chono Duarte; cantó con Los Orrego; la orquesta de Rodrigo Benítez; la orquesta de su gran amigo y coautor Roberto González, con la orquesta Céspedes-Servín y la orquesta Céspedes-González; todas de la ciudad de Luque, donde lo tienen como un hijo nacido en sus tierras, porque toda su vida artística la pasó en su terruño por adopción,la ciudad de la música, que siempre lo mimó y lo tuvo como uno de sus más fervientes admiradores, además de ser un fanático de los colores del querido Kure Luque, el azul y oro.
Con el correr de los años formó su propia orquesta, con grandes Maestros de la Música Paraguaya a quienes llamaba "Mis Hermanos", Domingo Germán y su Orquesta Típica fue el nombre de su agrupación musical.
Domingo Germán fue un prolífico letrista, admirado y muy respetado por su fina pluma; son de su autoría los siguientes versos (algunos):
- "Campesinita (a Niña)"
- "Zuni"
- "Elvira (Para ti esta canción)"
- "Mi inolvidable amar"
- "Tu bendición"
- "Luz de mi querer"
- "Rancho Elsa"
- "Marina"
- "Hilda"
- "Rincón lejano"
- "Novia querida"
- "Mi primer amor"
- "Siempre para ti"
- "Jamás volveré"
- "Reminiscencias"
- "Clamor de ansiedad"
- "El día que me olvides"
- Sus dos últimas composiciones las escribió al amor de su vida: "María Niña", "Una tarde más sin ti" , y la marcha "Sportivo Luqueño Querido".

En materia de intérpretes que grabaron sus obras son casi 100, entre solistas, dúos, tríos, cuartetos, conjuntos, orquestas típicas; se puede decir que Domingo Germán es uno de los compositores más grabados de la Música Paraguaya.
Falleció el 12 de septiembre de 2001.